# Claude-Henri
Claude-Henri Juillard, dit Claude-Henri, est né le 2 aout 1915 à Valentigney et mort le 24 avril 1990 à Toulouse. 
C'est un dessinateur, scénariste et illustrateur français de bande dessinée. Il existe une importante différence entre dessinateur et illustrateur, un dessinateur crée son dessin sans s'inspirer du texte alors qu'un illustrateur retranscrit un texte en image. Claude-Henri Juillard signe sous son seul nom et commence sa carrière en 1946. Il a notamment beaucoup travaillé pour Vaillant (Hourrah Freddi, Lynx blanc, P'tit Joc, etc.) entre 1948 et 1964. De plus, il a réalisé quelques Belles Histoires de l'Oncle Paul dans Spirou. Malgré quelques milliers de planches à son actif, dans un graphisme souple et expressif, Claude-Henri reste quasiment inconnu des amateurs de bande dessinée faute de série à succès. Lors de sa disparition en 1990, seule la revue d’études Hop ! lui consacre un important article.

## Sa carrière

### Plusieurs collaborations avec de grandes maisons
Claude-Henri, avec son trait de crayon droit et expressif, réalise dès 1946 quelques histoires brèves pour la SAETL. Elles sont publiées dans Récits complets des Sélections puis Sélections Pic et Nic avec la Guerre des atomes, le Jugement du sang. Le groupe SAETL correspond à la Société d’Éditions Techniques et Littéraires qui a été active entre 1943 et 1954. Elle voit le jour à Vichy en 1942. En 1945 elle migre à Paris. Elle est à l'origine, dès 1946, des éditions Duclos. En effet, ces deux maisons d'éditions sont à l'origine de la même collection : Batouk.   
À la même époque, Claude-Henri figure au sommaire du Petit Canard avec Le Serpent Jaune et Le prince de Vijanagar, mais aussi de Jeudi Magazine avec Échec aux sangliers, Olivier de Termont, le périodique change de titre pour devenir Zorro. Pour le dernier numéro de Jeudi Magazine Claude-Henri dessine Capitaine Tornade et Ivanhoé en 1948. Ce périodique contient des bandes correctes mais le papier est de mauvaise qualité. Après le no 33, Zorro devient Zig Zag puis Zorro Nouvel Formule en janvier 1953, et enfin L'Invincible. Le journal est édité par la maison Chapelle de manière hebdomadaire. Claude Henri publie La Pérouse dans Francs Jeux, c'est un bimensuel de 1946 à 1981, édité par Fleurus.  En 1950, il dessine Saint-Louis avec Jacquemont. Le dessinateur publie aussi ses dessins dans Ouak en 1951 et le Corsaire Noir en 1954. En 1947, Claude-Henri contribue à la réalisation de Brent le sorcier blanc dans Récréation, qui est un supplément jeunesse de La Dernière Heure. En 1948  Claude-Henri intègre les éditions Vaillant et s'illustre dans l’hebdomadaire homonyme Hourrah Freddi (de 1948 à 1953). Il dessine pour la série  le Lynx Blanc entre 1952 et 1954 puis de 1957 à 1961, en alternance avec Paul Gillon. Ce dernier affirme d’ailleurs que Claude-Henri serait en réalité le créateur graphique de cette série sous le pseudonyme de Bob Sim. Dans le journal humoristique destiné à la jeunesse Zig et Puce, qui débute en 1925, Claude-Henri conçoit le personnage Du Gueslin entre 1949 à 1950. En 1952, il adapte pour le journal Le Soir, aux côtés de Roger Lécureux, L’Homme qui rit de Victor Hugo. Deux ans plus tard il signe le Corsaire noir, une série proposée dans Zappy, un fascicule publié par la S.N.P.I (devenue par la suite S.F.P.I : Société Française de Presse Illustré). Pour cet éditeur, spécialisé dans le petit format, il reprend Capitaine Tornade dans Zorro, Erik, Ajax et Amigo, puis enchaîne avec la série de Diablo Kid dans Dennis (1958) et Ferry Tempête, dans Zorro spécial (1959 à1961). 
Claude-Henri participe aux illustrations de P’tit Joc entre 1961 et 1962 à la suite d’André Joy (de son vrai nom André Gaudelette) et Miguel Munoz, ainsi que de nombreux récits complets entre 1951 et 1964. Pour Vaillant, il participe à 34, devenu 34 Caméra, puis Caméra qui est un western humoristique de Eugène Gire dont les personnages principaux sont les jumeaux Kam et Rah. Parallèlement, dans le périodique Vaillant (entre 1951 et 1964), il réalise les aventures de Charles Oscar de 1949 à 1955.
Claude-Henri travaille aussi pour Gaucho où il dessine El Christo de 1959 à 1960, créé d’abord dans le pocket Baraka repris dans le petit format Hugh, Winko, Youk. Pour Téméraire (éditions Artima), il crée Tomic qui paraît de 1959 à 1960. Il dessine aussi pour Spirou dans plusieurs Belles histoires de l’oncle Paul entre 1961  et 1963, mais aussi Pilote (1962), et Record (1962). Il fait aussi quelques apparitions dans Jeunesses et Missions, Pistolin, Francs-Jeux et Frimousse.

### Une spécialisation dans les ouvrages destinés à la jeunesse
À partir de 1965 et jusqu’au milieu des années 1970, il se spécialise dans des illustrés pour jeunes filles et collabore avec l'hebdomadaire Lisette de 1965 à 1971, où il illustre des récits divers, en particulier Les aventures de Marion scénarisée par Anne Clairmarais (1971- Lisette magazine n° 68 et plus). Il dessine mais aussi dans le périodique Line avec les séries Valentine et Valérie de 1961 à 1963. Claude-Henri publie aussi dans Lisette magazine le personnage Marion de 1969 à 1972. Il collabore avec J 2 Magazine pour la série Anita écrit par François Drall et la série Flower Jane avec Guy Hempay. Il collabore ensuite à la SEPP : l'illustrateur dessine des couvertures et des récits complets pour Vautour, Défi, Agent Spécial et Rex Super. 
En 1973, Claude-Henri Juillard œuvre comme dessinateur aux côtés de l'auteur René Guillot (1900-1969) pour Drame sur la Banquise, ouvrage de 187 pages destiné à la jeunesse, édité à Paris par les éditions Magnard. 
En 1975 Claude-Henri crée, dans Envoyé Spécial, Xavier Humbert écrit par Serge Saint-Michel. De 1977 à 1978, il dessine plusieurs ouvrages didactiques aux éditions Chancerel (La pêche, Le Football, La Bicyclette, Les Pionniers de l’impossible). Il contribue d'ailleurs en 1979 à l’ouvrage La Pêche qui est édité cette même année par les éditions Chancerel à Paris. Cet ouvrage comporte 128 pages et sur la couverture on peut lire la mention « 100 trucs pour le pêcheur ». Il participe aux illustrations mais les auteurs du texte sont Henri Limouzin (1934-2010) et Daniel Maury qui est un spécialiste en halieutique. En 1980, il dessine pour une nouvelle édition de La Pêche, toujours dans les mêmes conditions qu’en 1979. Jusqu’à la fin des années 1980, il œuvre pour divers titres des Editions Mondiales et Aventures et Voyages (Mon Journal 1975 à 1985). Dans le même style, La Bicyclette est un ouvrage qui aborde les thèmes du sport, du tourisme et de la randonnée. Cet ouvrage est édité par Fleurus à Paris en 1978 et fait 91 pages. Claude-Henri Juillard travaille sur cette BD au côté d'André Manguin. 

## Ses plus grand succès

### Héros historiques
Claude-Henri Julliard va s'illustrer dans ses dessins dans la bande dessinée Ivanhoé.  Le personnage principal est créé par Walter Scott. Il vit au début du XIIIe siècle. Wilfrid d’Ivanhoé est un ami du roi Richard Cœur de Lion, il est aussi chevalier saxon et il combat les seigneurs normands, vassaux de son frère Jean Sans Terre. On peut retrouver cette version classique proche du roman dans la première série publiée en 1948 dans l’hebdomadaire Zorro. La série est signée par Laudigeois pour l’adaptation.
De plus, Claude-Henri dessine le Capitaine Tornade qui est une série qui se passe à Saint-Malo au milieu du XVIIe siècle. Yves de Kervadec est un jeune gentilhomme breton, il est âgé de 18 ans, il rêve de parcourir les océans. Un vieux marin lui permet de rejoindre Saint Domingue. Il combat les Portugais, Anglais et Espagnols, avec son second Petit Louis, sous le nom de Capitaine Tornade. Il devient agent secret sous les ordres de Duguay-Trouin. Une première version est publiée dans Zorro puis l’Invincible de 1948 à 1954 dans une présentation en grand format. On retrouve les dessins de Claude-Henri pour quelques aventures complètes dans les Pocket Erik en 1965/66 puis dans Ajax en 1967. Ces épisodes sont réédités dans l’Aigle d’Or  en 1970/71. Ces séries sont écrites par Jacques Jacquemont.
Dans le genre des héros historiques, Claude-Henri Juillard dessine et écrit les scénarios de la série Ferry Tempête. C'est l'histoire d'un personnage blond, gentilhomme, il est un corsaire, et se nomme Ferry Tempête. Pour combattre les injustices, il est accompagné de son ami le Comte de Linares. Ce dernier est le gouverneur de la région de Goa où se déroule l’action de cette série et suivi de son second : Lambert. Ferry Tempête est le héros de récits complets publiés par le pocket trimestriel Spécial Zorro édité par la Société Française de Presse édité de 1959 à 1961.
Lors de la réalisation de la bande dessinée Tomic, Claude-Henri va collaborer régulièrement avec Pierre Le Guen, jusqu’en 1961. La série se déroule pendant la seconde guerre mondiale sous les ordres du Capitaine Lucas. Dans un premier temps l’action se passe en France puis en Afrique du Nord. En 1957, la série apparaît sous forme de récits complets dans le premier numéro du mensuel Téméraire des éditions Artima. La publication se poursuit jusqu’en 1968. Brisson prend en charge le graphisme des bandes, il est connu sous le pseudonyme de Pierre Le Goff. Le texte de Tomic est écrit par Jean Lombard.   

### Héros aventuriers
Claude-Henri est à l’origine du texte et des dessins de la série le Corsaire Noir. L’auteur s’est inspiré du roman de Gustave Aimard intitulé Le roi de l’Océan qui est édité par la maison SFPI. Le protagoniste est le prince de Montlaur. Ce dernier quitte la ville des Sables d’Olonne en quête d’aventure. Il devient corsaire sous le surnom l’Olonnais ou celui de Corsaire Noir pour ses ennemis. À bord de son bateau, La foudroyante, il hante les mers du Sud. Mis en image par Claude-Henri à la manière de l’école française réaliste des années 1950 (noir et blanc). Le dessinateur crée des personnages typés dans des décors exotiques. Le Corsaire Noir est le successeur du Capitaine Tornade qui est un héros de Claude-Henri. Capitaine Tornade est un flibustier, la série a été publiée dans Zorro puis dans L’Invincible durant 1 an. C’est un format de 172 pages qui est édité par la SFPI dans le Dictionnaire de la bande dessinée Henri Filippini.
Dans le style des héros aventuriers, notre dessinateur anime la bande dessinée P’tit Joc. Le scénario évoque le cas d'un jeune orphelin qui trouve sa raison de vivre auprès des chevaux de course, qu’il soigne dans l’écurie Korner. Il évolue et passe du rang de lad à celui de premier jockey. Korner son entraîneur éprouve de la jalousie pour P’tit Joc. Le texte est écrit par Jean Ollivier mais c'est le dessinateur André Joy alias André Gaudelette qui illustre la bande dessinée. Cependant, André Joy abandonne la série en 1952 à la suite de désaccords avec Vaillant. C’est pour cela que Claude-Henri prend la relève comme dessinateur. Malheureusement P'tit Joc n'est pas un succès et  André Joy quitte son poste et le groupeVaillant en 1962. C'est une série au graphisme réaliste.
Claude-Henri contribue à une autre série du même genre : Lynx Blanc. Cette bande dessinée met en scène l'archétype du coureur de la brousse aventurier et athlétique assoiffé de justice. Les scènes se passent en Afrique, en Amérique du Sud et dans l’Extrême Orient.  En 1947 les premières bandes sont publiées par le groupe Vaillant. Le scénario est écrit par Roger Lécureux, et les dessins sont signés par Bob Sim. On peut supposer, en analysant le style des dessins, que "Bob Sim" serait en réalité Claude-Henri. Cette hypothèse est confirmée par l'illustrateur de la série : Paul Gillon. Ce dernier anime la série entre 1947 et 1951 puis de 1956 à 1958 et Claude-Henri de 1952 à 1956 et de 1957 à 1961. C'est une série qui s'inscrit dans un type exotique. 
Entre 1959 et 1960 la série El Christo histoire d’un homme bien et courageux qui combat des "méchants". El Christo est édité en 1959 par les éditions Remparts Gaucho, et réédité en 1965/1966.
La série Valérie est dessinée par Claude-Henri et est écrite par son épouse Janine Juillard. C’est une bande dessinée réalisée pour des jeunes filles. Valérie conte l’histoire d’un jeune mannequin parisienne, publiée par le pocket Shirley des éditions Aventures et Voyages.

### Héros policiers/détectives
Hourra Freddi ! est une série qui met en avant le jeune sportif Freddi qui se retrouve  mêlé à des affaires policières. Avec l’aide de Bob, journaliste au quotidien sportif l’Elan, il suit toutes les compétitions de Freddi mais aussi toutes ses aventures avec les forces de l'ordre. Hourra Freddi ! Paraît dans Vaillant de 1946 à 1953.  Claude-Henri crée le personnage qu’il abandonne en 1950 pour le confier au dessinateur Pierre Le Guen. Roger Lecureux en signe le scénario, aucun n’album n’est parût.
Charles Oscar est illustré par Claude-Henri, le scénario est de Roger Lécureux. Charles Oscar est un retraité qui résout des énigmes. C’est un ancien écrivain qui habite avec son épouse boulevard Richard-Lenoir à Paris. Cette bande dessinée est publiée sous forme de récits complets dans le mensuel Caméra 34 des éditions Vaillant où elle débute en 1949 mais stoppe en 1955. Elle paraît aussi dans le périodique Vaillant. Le scénario De Roger Lécureux, Claude-Henri est l'auteur des dessins.

### Héros jeunesse
Claude-Henri travaille aussi pour des dessins de héros de jeunesse comme pour la série Oncle Paul qui est le conteur de Spirou. Le personnage principal raconte à ses deux neveux l’Histoire par le biais de petites histoires. On retrouve quatre planches dans chaque épisode. Les trois personnages sont créés par Eddy Paape mais les premiers scénarios sont de Jean-Michel Charlier. C'est un véritable tremplin pour les jeunes auteurs comme Claude-Henri. C'est une série à caractère éducatif et culturel qui est éditée par la maison d'édition Dupuis.
De plus, Claude-Henri Juillard dessine pour la série Anita entre 1966 et 1972 mais le texte est de François Drall. Le scénario est sage, cette bande dessinée demeure inédite sous forme d’albums. Publié de façon hebdomadaire dans J2 magazine.